# Aniou Anguelov
Aniou Zaprianov Anguelov (Аню Запрянов Ангелов, en bulgare), né le 22 décembre 1942 à Haskovo, est un militaire et homme politique bulgare. Il est ministre de la Défense de Bulgarie entre le 27 janvier 2010 et le 12 mars 2013.

## Biographie
Titulaire d'un diplôme d'ingénieur, il commence sa carrière militaire en tant que commandant de base aérienne. En 1987, il est promu chef d'État-major de l'armée de l'air, puis commandant en chef en 1990. Il devient adjoint au commandant en chef des armées bulgares en 1992, puis chef adjoint de l'État-major général en 1997.
En 2002, après avoir occupé des postes diplomatiques et scientifiques, il est nommé président de la fondation du centre de recherche sur la sécurité nationale.
Après avoir été choisi, en août 2009, comme vice-ministre de la Défense, il est désigné, le 20 janvier 2010, comme nouveau ministre de la Défense par le Premier ministre, Boïko Borissov, en remplacement de Nikolaï Mladenov. Sa nomination est approuvée, sept jours plus tard, par l'Assemblée nationale par 127 voix contre 69.
Il est remplacé, le 12 mars 2013, par Todor Tagarev.